# Stephanus Kuijpers
Stephanus Joseph Maria Magdalena Kuijpers, CSSR, (ur. 22 lipca 1899 r. w Borkel en Schaft, zm. 5 lipca 1986 r. w Nijmegen) – holenderski ksiądz katolicki, ostatni wikariusz apostolski Gujany Holenderskiej w latach 1956–1958 i pierwszy biskup ordynariusz paramaribski w latach 1958–1971.

## Życiorys
Urodził się w 1899 r. w Borkel en Schaft jako syn tamtejszego burmistrza Cornelisa Kuijpersa i Marii van Hout. 22 września 1911 r. wstąpił do Niższego Seminarium Duchownego Redemptorystów w Roermond. W 1919 r. wstąpił do zakonu redemptorystów, a śluby zakonne złożył 30 września 1920 r. Następnie kontynuował naukę w Wyższym Seminarium Duchownym w Wittem, gdzie studiował teologię i filozofię.
W listopadzie 1927 r. został skierowany na misje do Gujany Holenderskiej, pełniąc posługę duszpasterską na terenie całej kolonii holenderskiej. W 1939 r. został mianowany zastępcą wikariusza apostolskiego, a 8 lutego 1946 r. wikariuszem apostolskim Gujany Holenderskiej oraz biskupem tytularnym Termessus. Jego konsekracja biskupia miała miejsce 10 czerwca 1946 r.
Po podniesieniu wikariatu do rangi pełnoprawnej diecezji został mianowany 28 kwietnia 1958 r. przez papieża Piusa XII jej pierwszym w historii ordynariuszem. Uroczysty ingres do katedry św. Piotra i św. Pawła w Paramaribo miał miejsce 24 sierpnia 1958 r.
30 sierpnia 1971 r. po osiągnięciu wieku emerytalnego zrezygnował z rządów diecezją, przenosząc się na stałe do Holandii, gdzie zamieszkał w klasztorze w Nijmegen. Zmarł tam w 1986 roku.